# Базик
Базик је насељено место у Босни и Херцеговини, у општини Домаљевац-Шамац. Административно припада Федерацији Босне и Херцеговине, односно њеном Посавском кантону. Према попису становништва из 2013. у насељу је живело 493 становника, а већину популације чинили су Хрвати.

## Становништво
По последњем службеном попису становништва из 2013. године у насељу Базик живело је 493 становника. Етничку већину у селу чине Хрвати.
| Националност | 2013. | 1991.        | 1981.        | 1971.        |
| Бошњаци      | —     | 0            | 0            | 1 (0,17%)    |
| Хрвати       | —     | 526 (97,59%) | 509 (95,14%) | 569 (99,65%) |
| Срби         | —     | 6 (1,11%)    | 7 (1,30%)    | 0            |
| Југословени  | —     | 4 (0,74%)    | 3 (0,56%)    | 0            |
| остали       | —     | 3 (0,55%)    | 16 (2,99%)   | 1 (0,17%)    |
| Укупно       | 504   | 539          | 535          | 571          |